# Ε Цефея
ε Цефея (HD211336) — хімічно пекулярна зоря спектрального класу A7, що має  видиму зоряну величину в смузі V приблизно  4,2.
Вона  розташована на відстані близько 83,9 світлових років від Сонця.

## Фізичні характеристики
Зоря досить швидко обертається 
навколо своєї осі. 
Проєкція її екваторіальної швидкості на промінь зору становить  Vsin(i)= 91км/сек.